# Joe Chill
Joseph "Joe Chill" Chilton è un personaggio dei fumetti DC Comics, apparso per la prima volta sul Detective Comics (vol. 1) n. 33 (novembre 1939). Nelle versioni canoniche delle origini di Batman, Chill è il responsabile della morte dei genitori di Bruce Wayne, episodio che innesca in quest'ultimo la ricerca di vendetta e giustizia e provoca così la nascita dell'Uomo Pipistrello.

## Biografia del personaggio
Joseph Chill è un criminale di Gotham City. Fa il teppista, compie rapine a mano armata e furti di vario genere. È un uomo senza fissi legami, molto in gamba nella pianificazione e nella gestione fisica dei suoi crimini, prerogative che lo rendono molto difficile da identificare e catturare da parte della polizia. Di tanto in tanto entra a far parte di qualche banda dedita alla droga, ai furti complessi e ad altro genere di crimini, ma a causa dei rapporti tesi con coloro che inizialmente lo affiancano torna a mettersi in proprio, dedicandosi prevalentemente alla zona di Crime Alley, dove una sera rapina e uccide i coniugi miliardari Thomas e Martha Wayne.
Il loro figlio Bruce rimane traumatizzato dalla loro morte, al punto da intraprendere un lungo e complesso percorso fisico e mentale con cui in età adulta assume l'identità di Batman. Molti anni dopo Chill e Batman si rincontrano in occasione del ritorno del Mietitore, una misteriosa figura che caccia i criminali, e l'Uomo Pipistrello lo riconosce. Il teppista viene ucciso brutalmente dal Mietitore, durante la lotta contro Batman.

## Storia editoriale
Il personaggio debutta nel novembre 1939, in un flashback nella storia The Batman Wars Against the Dirigible of Doom presente sul numero 33 di Detective Comics. Il suo nome viene però citato solo nove anni dopo, su Batman #47; in quel numero, Batman scopre che Joe Chill, il piccolo boss del crimine su cui sta indagando, non è altri che l'uomo che ha ucciso i suoi genitori. Batman affronta Chill, rivelando a questi di sapere che è stato lui ad uccidere Thomas e Martha Wayne, ma quando il boss lo accusa di bluffare, il vigilante si toglie il cappuccio e gli rivela la sua identità segreta. Terrorizzato, Chill fugge in cerca di protezione dai suoi scagnozzi, ma una volta che quest'ultimi scoprono che le azioni del loro capo hanno avuto come conseguenza la nascita di Batman, si rivoltano contro di lui e gli sparano, ferendolo mortalmente; solo in un secondo momento i gangster si rendono conto che Chill conosce la vera identità di Batman, tuttavia prima che il morente boss possa dirglielo, il Cavaliere Oscuro interviene e li mette tutti fuori combattimento. Chill muore dunque tra le braccia di Batman, riconoscendo al vigilante che alla fine ha ottenuto la sua vendetta per l'omicidio dei suoi genitori.
Se allora appariva come il semplice rapinatore responsabile della morte dei coniugi Wayne, in Detective Comics n. 235 (1956) viene presentato come un sicario al soldo del boss Lew Moxon, mentre nella miniserie The Untold Legend of the Batman (1980) viene rivelato che è figlio di Alice Chilton, una governante di Bruce Wayne.
In Batman: Anno due (1987) il personaggio si trova ad affrontare lo stesso Batman, cosa che però viene rimossa dalla continuity attraverso gli eventi di Ora zero - Crisi nel tempo (1994).

## Altre versioni
- In Gotham stregata, miniserie della linea Elseworlds ambientata in un mondo alternativo dove Gotham è sotto il controllo di forze malefiche, Joe Chill appare (nonostante non venga mai chiamato per nome) sotto forma di un lupo mannaro alle dipendenze del folle scienziato Emil Varner (che riveste i panni del Joker in questo universo alternativo), e uccide i coniugi Wayne affinché Varner possa offrirne le anime in sacrificio ai demoni che governano la città. Verrà poi ucciso da Batman (assieme ad un piccolo gruppo di licantropi da lui capeggiati)
- Nella serie a fumetti Flashpoint, Joe Chill spara a Bruce Wayne invece che a i genitori, evento che traumatizzerà quest'ultimi e faranno diventare Thomas un Batman violento, Martha invece Joker.

## Altri media
- Nel DC Animated Universe, il responsabile della morte dei Wayne non viene mai mostrato in faccia, tranne che in un sogno nell'episodio "Per un uomo che ha già tutto" di Justice League Unlimited, in cui Batman vede il padre fronteggiare a mani nude il ladro e tenergli testa, finché Wonder Woman lo riporta alla realtà, non prima che il sogno ritorni l'incubo di sempre e "Joe Chill", raffigurato malrasato e con "una brutta faccia da delinquente", prema il grilletto. Tuttavia, in altre occasioni, ricordi o incubi di Batman riguardo a quella notte, Chill non compare mai fisicamente: la pistola è sempre trattenuta da un uomo invisibile, neanche la mano è presente (a parte nei fumetti, in cui non è mai visto in faccia). In un episodio cancellato (per motivi di censura) di Batman intitolato The one and only gun story, la trama avrebbe seguito la storia della pistola che uccise i Wayne dal suo punto di vista, dall'estrazione del ferro che la compone fino a quando Batman non la distrugge dopo averla ritrovata: in tale episodio, si sarebbe rivelato che l'assassino non era quello visto in sogno (lasciando intuire che Bruce non abbia visto in volto l'assassino e che quello visto possa essere solo frutto della Rosa Nera di Mongul che gli causa tale sogno), bensì Jack Napier, il Joker prima dell'incidente.
- Nel lungometraggio Batman Begins, Chill è interpretato da Richard Brake. In questa versione Chill viene arrestato e condannato per l'omicidio dei coniugi Wayne, divenendo il compagno di cella di Carmine Falcone, il temuto padrino di Gotham City. Quando scopre molti dettagli circa le attività criminose dell'italoamericano, specie quelle relative alla corruzione dilagante in città, sceglie di testimoniare in cambio della libertà vigilata, ma viene ucciso da un sicario dello stesso Falcone all'uscita di un'udienza pubblica in tribunale.
- Nella serie TV Gotham, il criminale, qua chiamato Patrick Matches Malone (un alias usato spesso da Batman in molte occasioni), si scopre avere un cliente che ha orchestrato la morte dei Wayne: Hugo Strange, amico e compagno di Thomas, intento a sfruttare i suoi laboratori di Indian Hills, dove diversi criminali-mostri di Gotham trovano le origini (Freeze, Firefly, Asrael, il fratello del Joker e altri) e aiutare la Corte dei gufi per poter "purificare" Gotham. Bruce, anni dopo, lo rintraccia e scopre casa sua e, sul punto di ucciderlo e vendicare i suoi, abbassa l'arma, supplicando il mercenario di essere un mostro, anziché un uomo, così avrebbe una buona ragione per ucciderlo. Quando Bruce lascia l'appartamento, con poche informazioni sul mandante, Matches si suicida, come modo sia di chiedere scusa al ragazzo che per evitare di rivelare il nome della Corte.
- Joe Chill compare nel cartone Batman: The Brave and the Bold, nell'episodio "La verità del passato". Dopo che lo Straniero Fantasma e Spettro fanno una scommessa su come Batman si comporterà davanti all'assassino dei suoi genitori, i due lo portano nel passato e gli mostrano come ciò che successe quella notte non fu un incidente casuale: Joe Chill faceva parte di una banda di rapinatori capitanata da Lew Moxon, il quale venne fermato da Thomas Wayne durante una festa di beneficenza. Chill, l'unico membro della banda ad essere fuggito, aveva promesso al capo di vendicarlo uccidendo Thomas e facendo in modo che tutto sembrasse solo un incidente, ma la cosa non andò come previsto e anche Martha rimase coinvolta per sbaglio. Dopo la sua carriera di rapinatore, Chill si è dato al mercato nero della armi. Batman lo rintraccia mentre è impegnato in un'asta e dopo averlo messo all'angolo, gli rivela la sua identità segreta e lo picchia furiosamente, salvo poi fermarsi, colto dai dubbi: i due scommettitori, allora, intervengono e dalle ombre spingono il Cavaliere Oscuro a scegliere tra la giustizia (Straniero Fantasma) o la vendetta (Spettro). Bruce decide di non infierire ulteriormente e lascia andare Chill, ma questi fugge e si ritrova nella stanza accanto, dove si sono radunati tutti i supercriminali a cui Batman ha dato la caccia e che erano presenti alla sua asta; una volta rivelato al gruppo di essere stato lui a causare involontariamente la nascita del Cavaliere Oscuro, viene attaccato dai furibondi malviventi senza che gli sia data la possibilità di dire chi sia Batman realmente. Durante la conseguente lotta tra Batman e i supercriminali, l'edificio in cui tutti si trovano crolla a causa di un colpo dell'arma sonica che Chill voleva vendere quella sera e questi, non riuscendo a fuggire in tempo, rimane schiacciato dalle macerie; rimasto solo con Batman, Chill si congratula con lui per essere riuscito a fargliela pagare per l'omicidio dei suoi genitori, per poi morire a causa delle ferite riportate.
- Nel film Joker, Joe Chill è uno dei seguaci-clown di Arthur Fleck e, dopo la morte in diretta di Murray Franklin, Joe insegue i Wayne, usciti da teatro con il figlio e rifugiatisi in un vicolo per scappare alla folla di clown in delirio, appena usciti da teatro e uccide prima Thomas, rivolgendogli le stesse parole di Arthur che disse a Murray, poi uccide Martha derubandola della collana. In una prima versione della scena era Fleck a uccidere i coniugi Wayne, oltre che il piccolo Bruce.